# Хобек (Вайоминг)
Хобек (англ. Hoback) — статистически обособленная местность, расположенная в округе Титон (штат Вайоминг, США) с населением в 1453 человека по статистическим данным переписи 2000 года.

## География
По данным Бюро переписи населения США, статистически обособленная местность Хобек имеет общую площадь в 462,83 квадратных километров, из которых 459,46 кв. километров занимает земля и 3,37 кв. километров — вода. Площадь водных ресурсов округа составляет 0,73 % от всей его площади.
Статистически обособленная местность Хобек расположена на высоте 1792 метра над уровнем моря.

## Демография
По данным переписи населения 2000 года, в Хобеке проживало 1453 человека, 386 семей, насчитывалось 577 домашних хозяйств и 678 жилых домов. Средняя плотность населения составляла около 3,2 человека на один квадратный километр. Расовый состав Хобека по данным переписи распределился следующим образом: 96,77 % белых, 0,62 % — коренных американцев, 0,41 % — азиатов, 1,38 % — представителей смешанных рас, 0,83 % — других народностей. Испаноговорящие составили 2,62 % от всех жителей статистически обособленной местности.
Из 577 домашних хозяйств в 32,2 % — воспитывали детей в возрасте до 18 лет, 60,0 % представляли собой совместно проживающие супружеские пары, в 4,3 % семей женщины проживали без мужей, 33,1 % не имели семей. 19,6 % от общего числа семей на момент переписи жили самостоятельно, при этом 2,9 % составили одинокие пожилые люди в возрасте 65 лет и старше. Средний размер домашнего хозяйства составил 2,52 человек, а средний размер семьи — 2,95 человек.
Население статистически обособленной местности по возрастному диапазону по данным переписи 2000 года распределилось следующим образом: 22,9 % — жители младше 18 лет, 6,3 % — между 18 и 24 годами, 35,6 % — от 25 до 44 лет, 29,4 % — от 45 до 64 лет и 5,8 % — в возрасте 65 лет и старше. Средний возраст жителей составил 39 лет. На каждые 100 женщин в Хобеке приходилось 117,5 мужчин, при этом на каждые сто женщин 18 лет и старше приходилось 117,9 мужчин также старше 18 лет.
Средний доход на одно домашнее хозяйство в статистически обособленной местности составил 64 679 долларов США, а средний доход на одну семью — 80 387 долларов. При этом мужчины имели средний доход в 36 613 долларов США в год против 35 023 доллара среднегодового дохода у женщин. Доход на душу населения в статистически обособленной местности составил 32 753 доллара в год. Все семьи Хобека имели доход, превышающий уровень бедности, 3,3 % от всей численности населения находилось на момент переписи населения за чертой бедности, включая 8,6 % жителей старше 65 лет.